# Фредерік Агессі
Фредерік Агессі (фр. Frédéric Aguessy; нар. 3 квітня 1956, Париж) — французький піаніст.

## Біографія
Закінчив Паризьку консерваторію, де займався у Монік де ла Брюшольрі, П'єра Барбізе та Женев'єви Жуа; удосконалювався також під керівництвом Домініка Мерле. 
В середині 1970-х років виграв кілька міжнародних конкурсів, увінчавши цю серію перемогою у себе вдома в Міжнародному конкурсі Маргеріт Лонг і Жака Тібо (1979). З цього почалася інтенсивна концертна та гастрольна діяльність Агессі.
У репертуарі Агессі — широкий спектр концертів і камерних ансамблів, він не відмовляється від участі в не самих звичних складах, виконуючи, наприклад, твори для скрипки, кларнета і фортепіано Даріуса Мійо та Арама Хачатуряна. З сольних творів, виконуваних або записаних Агессі, найбільшу увагу привернула його робота над фортепіанними творами Жеана Алена.
Агессі є професором Руанської консерваторії і Американської консерваторії у Фонтенбло.